# Crodoaldo Valério
Crodoaldo Valério, mais conhecido como Crô, é um personagem criado por Aguinaldo Silva e interpretado por Marcelo Serrado. Sabe-se que o personagem nasceu no Ceará, na cidade de Uruburetama. Teve sua estreia na televisão em Fina Estampa, em 22 de agosto de 2011. Em 2012, foi confirmado pelo seu criador que o personagem ganharia um filme, intitulado Crô: O Filme, o qual foi lançado em novembro de 2013. Sobre o enredo do filme, Aguinaldo Silva  especulou para imprensa:
| “ | Cansado de ser milionário e não ter o que fazer, Crô escolherá uma nova musa a quem se dedicar e, por circunstâncias desconhecidas, acaba escolhendo uma menina | ” |
|   | — Aguinaldo Silva. |   |

Em 2018, Serrado estrelou um segundo longa na pele do mordomo atrapalhado, intitulado Crô em Família. Aguinaldo Silva trabalhou no argumento do roteiro. "É um personagem carismático, as pessoas se identificam", diz Walkiria Barbosa, da produtora Total Filmes. "O Crô é um ingênuo, faz mal à ninguém. Nesse mundo em que as pessoas más estão por todos os lados...".